# Могилевский, Евсей Моисеевич
Евсей Моисеевич Могиле́вский (1903—1991) — советский химик-технолог, один из основателей отечественной промышленности химических волокон.

## Биография
Родился 6 июля 1903 года в Полтаве (ныне Украина) в еврейской семье (сын личного почётного гражданина Моисея Гдалевича Могилевского, служащего Полтавского управления по топливу). В 1925 году окончил ХПИ по специальности «Технология органических красителей», инженер-химик.
Работал на предприятии по производству химических волокон — Мытищинской фабрике «Вискоза».
В 1928 году назначен главным инженером строящегося завода искусственного волокна в Могилёве. На протяжении нескольких последующих лет совершенствовал производство, добившись высокого технического уровня.
Был назначен главным инженером Управления промышленностью искусственных волокон СССР. Участвовал в развитии производства химических волокон в СССР в предвоенный период.
После Великой Отечественной войны стал главным инженером ГИПРОИВа, научным руководителем ВНИИВа, а затем многие годы был начальником одного из основных
отделов этого института — гидратцеллюлозных волокон.
Под его непосредственным руководством и при активном творческом участии были разработаны и внедрены в производство:
- технологический процесс получения вискозных растворов в аппаратах ВА
- способ получения вискозного волокна с периодическими утончениями, значительно упрощающий технологию изготовления из этого волокна пряжи
- непрерывный способ формования вискозной кордной нити, нашедшей широкое применение в промышленности
- непрерывный способ формования, отделки и сушки вискозных текстильных нитей на машинах ПНШ, не имеющий аналогов в зарубежной практике
- новые виды вискозного штапельного волокна — высокомодульное и полинозное, являющиеся полноценными

заменителями хлопка.
Также вёл педагогическую работу на кафедрах
химических волокон МХТИ имени Д. И. Менделеева и МГТИ имени А. Н. Косыгина.
Под его руководством защитили дипломные проекты сотни студентов, подготовились к защите кандидатских диссертаций десятки аспирантов.
Автор более 200 опубликованных научных трудов, более 50 изобретений
Умер в 1991 году.

## Награды и премии
- Сталинская премия третьей степени (1949) — за разработку и внедрение в промышленность метода получения нового искусственного волокна
- Сталинская премия второй степени (1950) — за разработку и внедрение способа получения и переработки штапельного волокна
- ордена и медали